# Éric III de Saxe-Lauenbourg
Éric III est un prince de la maison d'Ascanie mort le 25 mai 1401. Il règne sur le duché de Saxe-Lauenbourg de 1370 à sa mort, soit pendant environ 30 ans.

## Biographie
Éric III est le troisième fils du duc Albert IV de Saxe-Lauenbourg et de son épouse Béate de Schwerin. Il appartient à la lignée de Bergedorf-Möllner, qui règne sur la moitié de la Saxe-Lauenbourg depuis le début du XIVe siècle. D'abord destiné à une carrière ecclésiastique, il est rappelé à la vie séculière après la mort de ses frères aînés Jean III et Albert V, qui n'ont pas laissé d'héritiers pour leur succéder.
Éric III meurt à son tour sans enfants en 1401. Son cousin Éric IV, de la branche de Ratzebourg-Lauenbourg, hérite de ses terres et réunifie ainsi le duché de Saxe-Lauenbourg.

Son épitaphe se trouve à la cathédrale de Ratzebourg.